# Жанте
Жанте́ (фр. Genté) — коммуна во Франции, находится в регионе Пуату — Шаранта. Департамент — Шаранта. Входит в состав кантона Сегонзак. Округ коммуны — Коньяк.
Код INSEE коммуны — 16151.
Коммуна расположена приблизительно в 420 км к юго-западу от Парижа, в 120 км юго-западнее Пуатье, в 37 км к западу от Ангулема.

## Население
Население коммуны на 2008 год составляло 886 человек.
| 1962 | 1968 | 1975 | 1982 | 1990 | 1999 | 2008 |
| ---- | ---- | ---- | ---- | ---- | ---- | ---- |
| 519  | 607  | 694  | 755  | 851  | 830  | 886  |

## Экономика
В 2007 году среди 593 человек в трудоспособном возрасте (15—64 лет) 446 были экономически активными, 147 — неактивными (показатель активности — 75,2 %, в 1999 году было 72,1 %). Из 446 активных работали 416 человек (225 мужчин и 191 женщина), безработных было 30 (13 мужчин и 17 женщин). Среди 147 неактивных 45 человек были учениками или студентами, 70 — пенсионерами, 32 были неактивными по другим причинам.

## Достопримечательности
- Приходская церковь Сен-Медар (XI—XII века). Исторический памятник с 1984 года[3]
  - Бронзовый колокол (1623 год). Исторический памятник с 1944 года[4]

## Города-побратимы
- Сант-Пере-де-Виламахор (Испания, с 1994)

## Фотогалерея
- Церковь Сен-Медар
- Мэрия
- Зал для проведения торжеств
- Колодец